# Пашкевич, Иван Иванович
Иван Иванович Пашкевич (родился 11 мая 1955 года) — белорусский общественно-политический деятель, депутат Палаты представителей Национального собрания Республики Беларусь I и II созывов, первый в истории Республики Беларусь евангельский христианин — член парламента РБ.

## Биография
Родился 11 мая 1955 года в деревне Бережное (Бор-Дубенец) Столинского района Брестской области. Окончил факультет журналистики Московского госуниверситета имени М. В. Ломоносова, Минский гуманитарно-экономический институт (юрист по образованию), аспирантуру Международной кадровой Академии и Академии управления персоналом (Киев, Украина), закончил учебный курс по вопросам дипломатической службы Международного центра высшей деловой администрации при Дипломатической Академии МИД Российской Федерации. Доктор философии. Проходил срочную воинскую службу в ВС СССР. Во время существования БССР был помощником первого секретаря ЦК комсомола БССР, специальным корреспондентом ТАСС-БелТА, помощником заместителя Председателя Госагропрома БССР, директором издательства газетно-издательской фирмы «Белая Русь».
После распада СССР — пресс-атташе и ведущий специалист Исполнительного секретариата СНГ и главный редактор Вестника Исполнительного секретариата СНГ, директор национального филиала МТРК «Мир» в Республике Беларусь, заместитель Главы Администрации Президента Республики Беларусь (1997—2000), первым заместитель председателя телеорганизации «Союз» (Москва). Избирался депутатом Верховного Совета Республики Беларусь XIII созыва и депутатом Палаты представителей Национального собрания Республики Беларусь I и II созывов. В 1996 году выступал в поддержку проведения референдумов о новой Конституции Республики Беларусь.

## Личная жизнь
Иван Пашкевич — активный евангелист, нёс служение советника ассоциации старших епископов протестантских церквей Беларуси, помощника председателя Союза баптистов Беларуси.
Жена — Галина, есть двое детей, две внучки и внук. По вероисповеданию — протестант (евангелист), главный редактор русскоязычной газеты «Новое Слово», издаваемой в США для славянской диаспоры, ответственный редактор журнала «Источник» (печатный орган Национального славянского дистрикта Ассамблей Бога США — христианской пятидесятнической церкви).